# Касовий метод
Ка́совий ме́тод — метод податкового обліку, за яким дата виникнення податкових зобов'язань визначається як дата зарахування (отримання) коштів на банківський рахунок (у касу) платника податку або дата отримання інших видів компенсацій вартості поставлених (або тих, що підлягають поставці) ним товарів (послуг), а дата виникнення права на податковий кредит визначається як дата списання коштів з банківського рахунку (видачі з каси) платника податку або дата надання інших видів компенсацій вартості поставлених (або тих, що підлягають поставці) йому товарів (послуг).